# Sejm
Sejm (pronúnciaⓘ) é a câmara baixa do parlamento polonês (português brasileiro) ou polaco (português europeu). Antes do século XX, o termo Sejm referia-se às três câmaras do parlamento da Polônia, compreendendo a câmara baixa (Câmara dos Deputados; em polonês/polaco:  Izba Poselska), a câmara alta (Senado; em polonês/polaco:  Senat) e o Rei. Desde a Segunda República (1918-1939), o termo Sejm tem se referido unicamente à câmara baixa do parlamento; a câmara alta é chamada de Senat.

## História

### OSejmdo Reino da Polônia e da República das Duas Nações

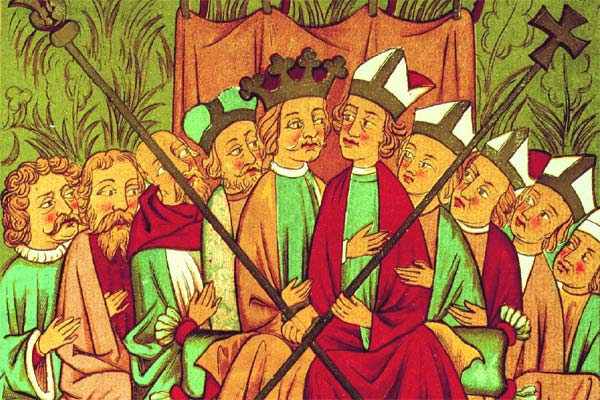
Uma wiec no tempo do rei Kazimierz, o Grande (Polônia, século XIV).

O poder dos Sejms ficou mais forte durante o tempo da fragmentação da Polônia (1146-1295), quando a força de governos individuais diminuiu e vários wiece (conselhos) se fortaleceram. A história do Sejm é anterior a 1182 e ao primeiro Sejm de Łęczyca. De 1493 em diante, as eleições indiretas se repetiram a cada dois anos. Com o desenvolvimento do singular sistema polonês de Liberdade dourada, os poderes do Sejm aumentaram.
O termo "sejm" vem de uma antiga expressão polonesa que denota uma reunião da ralé. Desde o século XIV irregulares sejms (citados em várias fontes como latim: contentio generalis, conventio magna, conventio solemna, parlamentum, parlamentum generale, dieta ou em polonês: sejm walny) foram convocados pelos reis poloneses. Desde 1374 (przywilej koszycki), o rei tinha que receber a permissão do sejm para aumentar taxas. O Sejm Geral (polonês: Sejm Generalny ou Sejm Walny), o primeiro convocado pelo rei João I Olbracht em 1493 perto de Piotrków, evoluiu de encontros anteriores regionais e provinciais (sejmiks). Desde 1493 o Sejm Walny tem se reunido irregularmente, em média uma vez por ano.
O primeiro Sejm era composto de duas câmaras:
- O Senat (Senado) de 81 bispos e outros dignitários;
- A Câmara de representantes, de 54 deputados (em polonês: poseł, enviados pelos nobres proprietários de terras de várias regiões da Comunidade e eleitos pelas assembleias locais dos nobres proprietários de terras).

O número de deputados na Câmara de representantes cresceu em número e poder à medida que eles pressionaram o rei por mais privilégios. Essa pressão aumentou ainda mais quando proprietários de terras foram recrutados para o serviço militar. Depois da União de Lublin em 1569, o Reino da Polônia transformou-se na federação da República das Duas Nações e o número de participantes das Sejms foi aumentado com a inclusão dos representantes da nobreza lituana.
Os Sejms severamente limitavam o poder do rei. Tinham a decisão final nas matérias sobre legislação, taxação, orçamento e tesouro (incluindo o fundo militar), assuntos externos e nobilitação (distribuição de títulos de nobreza). Em 1573, no ato da Confederação de Varsóvia, os nobres da Sejm oficialmente sancionaram, e garantiram a cada um, a tolerância religiosa no território da República, tornando-o um refúgio no Leste europeu para aqueles que fugiam das guerras da Reforma e Contra-Reforma.

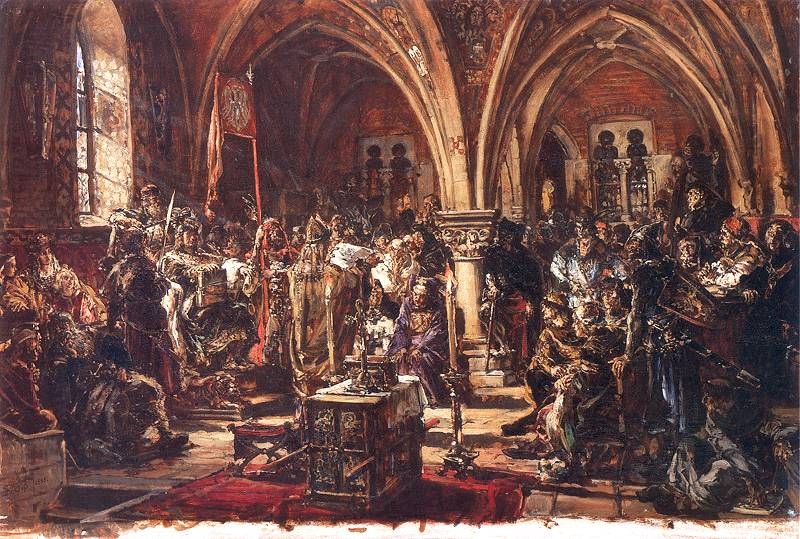
O primeiro Sejm de 1182. Pintura de Jan Matejko, século XIX.

Até a União de Lublin, os Sejms eram realizados próximo a Piotrków no Castelo Real de Varsóvia. Desde 1673 cada terceiro Sejm acontecia em Grodno na Lituânia. Começava com uma missa cerimonial, o Kanclerz (Chanceler) apresentava as intenções do rei, e então os senadores faziam seus comentários. Depois disso, o rei e o Senado debatiam as matérias mais importantes (geralmente assuntos externos), enquanto deputados debatiam separadamente sob a liderança do Presidente do Sejm. Em matérias julgadas de grande importância, Senat e Sejm debatiam juntos na câmara do senado. As novas leis eram esboçadas na câmara inferior (Sejm). Membros do Sejm apresentavam suas propostas aos demais deputados do Sejm, onde elas eram discutidas por muito tempo. A legislação era geralmente negociada por uma comissão da câmara inferior (Sejm), da Câmara Alta (Senado) e pelo monarca reinante (considerado a terceira câmara, e representada por ele mesmo).
O rei não poderia aprovar as leis sem a aprovação do Sejm, este privilégio foi proibido aos nobres (szlachta) pela Nihil novi de 1505. De acordo com a constituição "Nihil novi" uma lei aprovada pelo Sejm tinha que ser aprovada pelas três casas (o rei, o Senado e deputados do Sejm). Os Artigos do Rei Henrique, assinado por cada rei após 1573, dispunha que o rei deveria convocar um Sejm Geral (com duração de seis semanas) a cada dois anos, e previsões para um Sejm Extraordinário (polonês: sejm ekstraordynaryjny, nadzwyczajny) estava também colocada nesse ato. Sejms extraordinários poderiam ser convocados em tempos de emergência nacional e de duração mais curta, por exemplo, um Sejm para mobilizar as forças militares não deveria durar mais que duas semanas.
O Presidente (ou Speaker) do Sejm concluía os debates, mas ele tinha que perguntar aos outros membros se seu parecer estava correto e aceito unanimemente. Caso alguém declarasse sua oposição (latim: contradictio), o debate seria reaberto e continuaria até que o oponente abandonasse esta posição.
Até o final do século XVI, a unanimidade não era requerida e o processo do voto da maioria era a forma eleitoral mais comumente utilizada. Mais tarde, com o surgimento do poder dos magnatas poloneses, o princípio da unanimidade foi reforçado com a instituição do direito da nobreza ao liberum veto (latim significando: eu livremente proíbo). A facção a favor do voto da maioria quase desapareceu no século XVII, e ele somente foi preservado nos Sejms confederados (sejm rokoszowy, konny, konfederacyjny). Para se aumentar a chance de uma votação conseguir a unanimidade, esta era adiada até ter-se chegado a um consenso (normalmente só após longas discussões). Seria o bastante se nenhuma objeção formal fosse feita por alguém – mesmo ela existindo, mas necessariamente não apresentada. Se, contudo, os deputados não pudessem alcançar essa unanimidade, mesmo sendo ela uma unanimidade passiva, ou caso as negociações das câmaras com o rei se mostrassem inúteis, passadas as seis semanas (o prazo limite para seus trabalhos), as deliberações como um todo eram declaradas nulas e sem valor. Raramente, um deputado de um Sejmik local discordaria de um acordo. A partir da metade do século XVII em diante, qualquer objeção à resolução de um Sejm por um deputado ou senador, automaticamente causava a rejeição de outras, mesmo àquelas já previamente aprovadas.

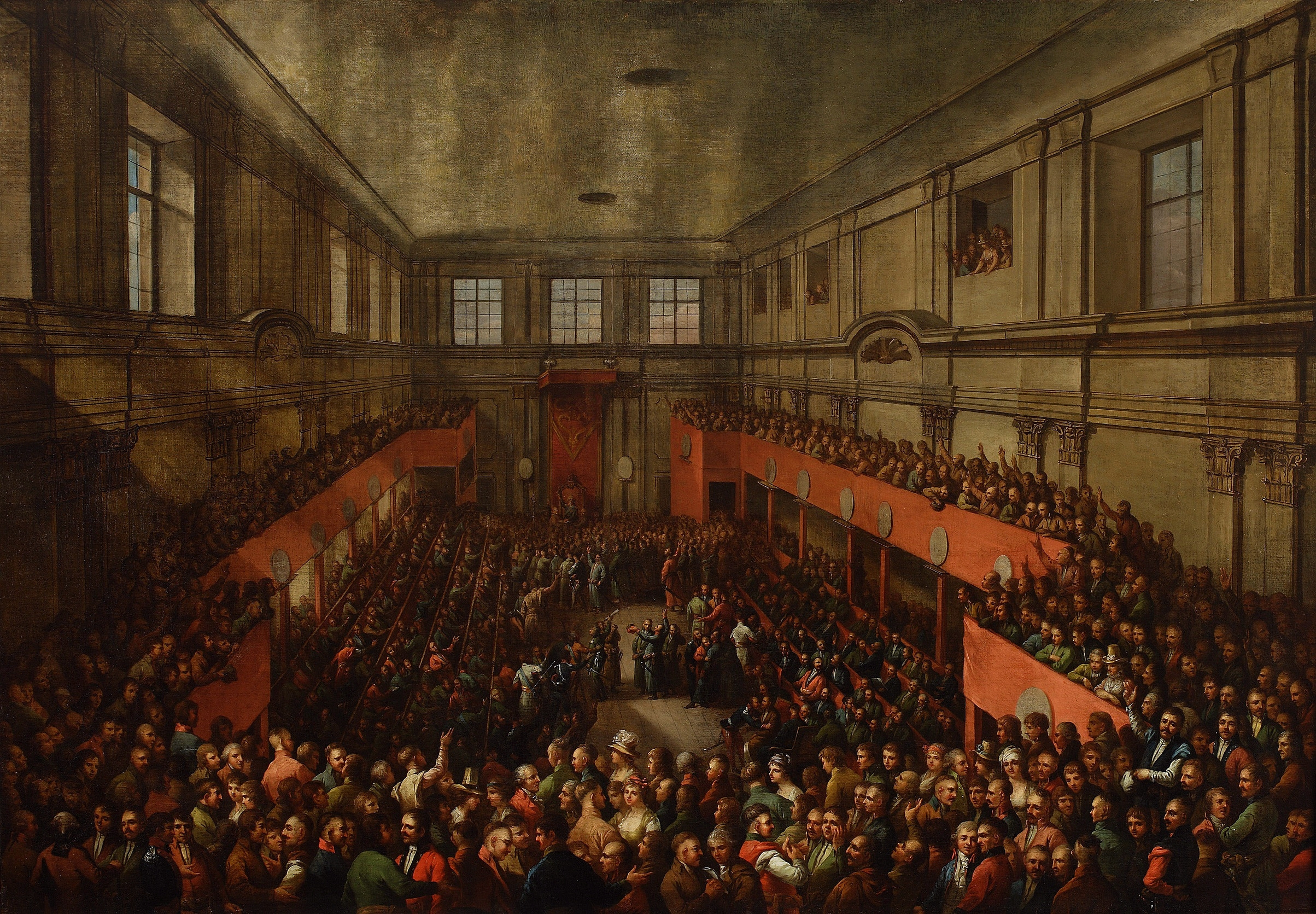
Em 1791, o "Grande" ou Sejm de quatro anos de 1788–1792 adotou a Constituição de 3 de maio no Castelo Real de Varsóvia

No século XVI nenhuma pessoa sozinha ou um pequeno grupo ousava suspender procedimentos, mas a partir da segunda metade do século XVII o liberum veto foi usado para paralisar o Sejm e levar a República das Duas Nações à beira do colapso. O liberum veto foi finalmente abolido pela Constituição de 3 de maio de 1791.
Os estatutos anteriores aprovados pelo Sejm eram chamados de "constituição" (polonês: konstytucja ou konstytucja sejmowa) e não devem ser confundidos com o moderno significado dessa palavra. A konstytucja aprovada pelo Sejm designava todas as leis, de qualquer caráter, que haviam sido aprovadas por um Sejm. Somente com a Constituição de 3 de maio de 1791 foi que "konstytucja" assume seu moderno sentido de um documento fundamental de governo.
A versão final dos atos aprovados, que do final do século XV até o início do XVI era dividido em constituições perpétuas e temporárias (constitutiones perpetuae e constitutiones temporales) era feita nas sessões de encerramento, depois de terminados os debates no Sejm. Essas sessões eram freqüentadas pelo chanceler, presidente (speaker) do Sejm, membros do Sejm e Senado. A partir do final do século XVI, as constituições que eles assinavam eram impressas, seladas com o selo real, e enviadas para as chancelarias dos conselhos municipais de todas as voivodias da Coroa e também para o Grão-Ducado da Lituânia. Depois de 1543 as resoluções eram escritas em polonês ao invés do latim. De acordo com os atos de 1613, imediatamente após o encerramento dos debates no Sejm, as constituições aprovadas eram publicadas pela entrada delas nos registros onde o Sejm tinha se reunido. Cópias eram ainda enviadas aos conselhos municipais (urzędy grodzkie) por todo o país, onde elas eram adicionadas aos registros municipais (księgi grodzkie).
Estima-se que de 1493 até 1793 os Sejms foram convocados 240 vezes, e o tempo total de debates foi cerca de 44 anos.

### Sejmda Polônia do Congresso
O parlamento da Kongresówka, ou da Polônia do Congresso era composto do rei, da Câmara Alta (Senado) e da Câmara Baixa (Câmara dos representantes).
A Câmara dos representantes, apesar do nome, não consistia apenas de representantes da nobreza, mas também de representantes do povo. Havia 77 representantes da nobreza enviados pelas assembleias locais e 51 deputados eleitos pelo povo. Os deputados eram eleitos para um período de seis anos, com um terço deles escolhidos a cada dois anos. Tinham imunidade legal. O voto era permitido a todos aqueles que tivessem 21 anos ou acima. Os candidatos a deputado tinham que saber ler, escrever e possuir uma determinada quantidade de riqueza. Os militares não tinham direito ao voto.
As sessões parlamentares eram inicialmente convocadas a cada dois anos, e duravam, pelo menos, 30 dias. Contudo, elas acabaram tornando-se o palco de muitos confrontos entre deputados liberais e funcionários conservadores do governo, e foram convocadas, na verdade, apenas quatro vezes (1818, 1820, 1826 e 1830, sendo que as duas últimas sessões foram secretas).
O Sejm tinha o direito de legislar sobre questões jurídicas civis e administrativas. Com a permissão do rei, ele poderia também votar em assuntos relacionados com o sistema fiscal e militar. Tinha o direito de controlar os funcionários do governo e arquivar petições.
Os 64 membros do Senado eram compostos por voivodas e castelões (os dois tipos de governadores provinciais), por príncipes russos "de sangue" e por nove bispos. Atuavam como Tribunal de Justiça do Parlamento, tinham o direito de controlar os registros dos cidadãos, e direitos legislativos similares aos da Câmara dos Deputados.

### Sejmda Segunda República Polonesa
Durante o período entre-guerras, quando a Polônia recuperou sua independência, o primeiro Sejm em 1919 aprovou a Pequena Constituição de 1919, que introduziu um sistema parlamentar republicano, reforçado em 1921, pela Constituição Polonesa de Março. Em 1926 e 1935, a república foi enfraquecida pelo Golpe de Estado de Maio de Józef Piłsudski, e particularmente, pela Constituição Polonesa de 1935, respectivamente.

### Sejmda República Popular da Polônia
O Sejm da República Popular da Polônia teve 460 deputados durante a maior parte de toda a sua história. No início, esse número deveria representar um deputado para cada 60 000 cidadãos (425 foram eleitos em 1952), porém, em 1960, com o aumento da população, essa proporção foi alterada. A Constituição estabeleceu que os deputados eram os representantes do povo e poderiam ser cassados pelo povo, mas este artigo nunca foi utilizado. Ao invés dos cinco pontos da lei eleitoral, uma versão não proporcional de quatro pontos foi usada. A legislação foi aprovada com o voto da maioria.
O Sejm votou o orçamento, assim como os "planos nacionais" periódicos, que eram elementos de fixação das economias comunistas. O Sejm deliberou nas sessões, que eram convocadas pelo Conselho de Estado.
O Sejm também escolheu um "corpo presidente" (Prezydium) dentre os seus membros; o marechal, que era sempre um membro do Partido Popular Unido. Na sua sessão preliminar, o Sejm também nomeou o Primeiro-ministro, o Conselho de Ministros da Polônia e membros do Conselho de Estado. Escolheu também muitos outros funcionários do governo, incluindo o chefe da Suprema Câmara de Controle e membros do Tribunal de Estado e do Tribunal Constitucional, bem como o Ombudsman. As últimas três instituições foram criadas na década de 1980.
O Senado da Polônia foi abolido pelo referendo popular polonês de 1946 e após isto, o Sejm tornou-se um corpo legislativo único na Polônia.

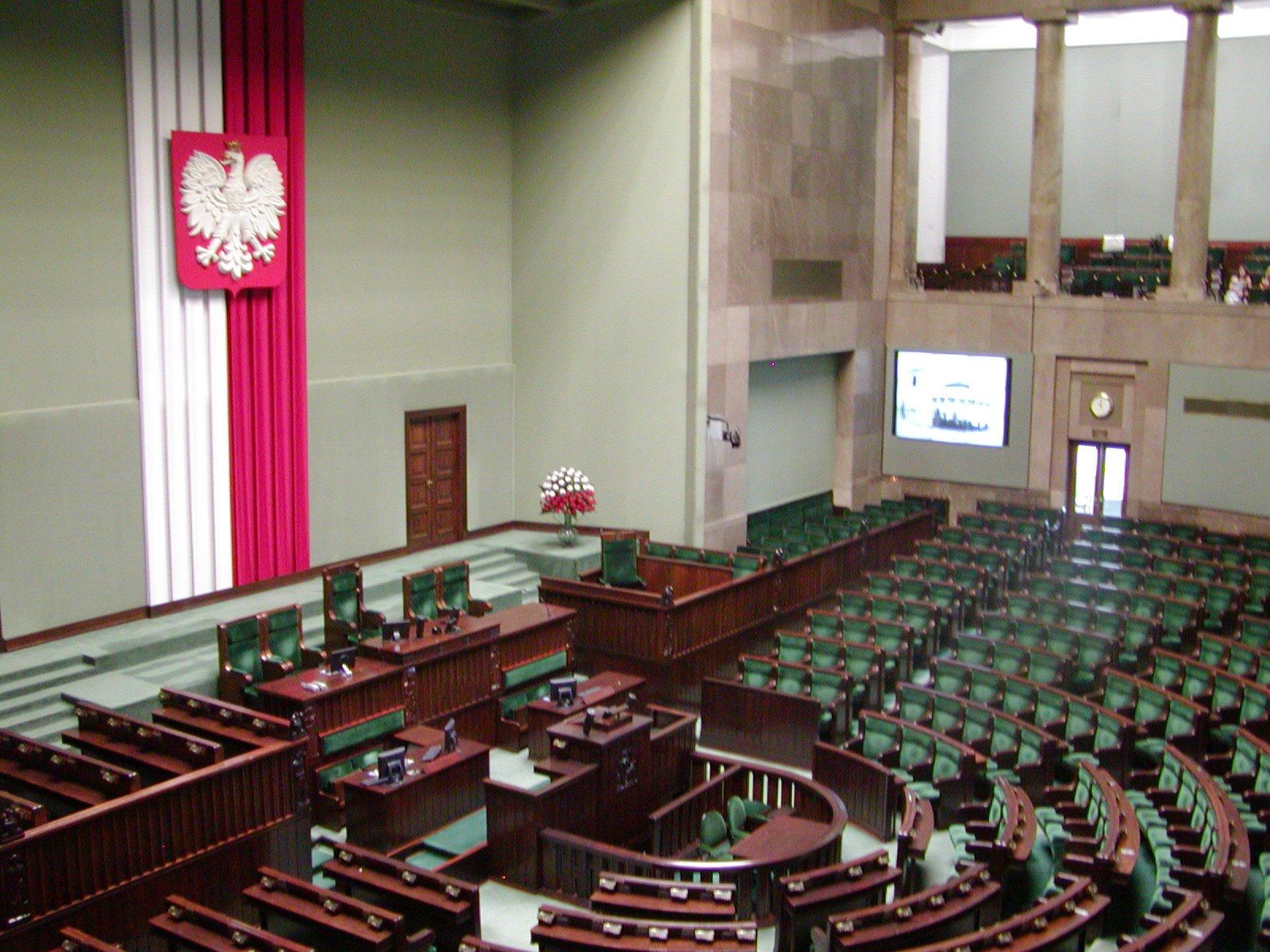
Sala do Plenário do Sejm em 2007

### Sejmda República da Polônia
Depois da queda do comunismo em 1989, o Senado foi reinstalado como uma Câmara Alta de uma assembleia nacional bicameral, enquanto que o Sejm tornou-se a Câmara Baixa. O Sejm é agora composto de 460 deputados eleitos pela representação proporcional a cada quatro anos.
Entre 7 e 19 deputados são eleitos de cada eleitorado utilizando o método d'Hondt (com uma exceção, em 2001, quando o método Sainte-Laguë foi utilizado), sendo o seu número proporcional a uma população do eleitorado. Além disso, um limiar é utilizado, de modo que os candidatos são escolhidos somente de partidos que conseguiram pelo menos 5% (8% para as coalizões registradas) dos votos em âmbito nacional podem ser escolhidos. Os candidatos de partidos de minorias étnicas estão isentos deste limite.

## Composição partidária
| Partido | Partido                           | Ideologia                                | Espectro                 | Deputados | Status   |
| ------- | --------------------------------- | ---------------------------------------- | ------------------------ | --------- | -------- |
|         | Lei e Justiça                     | Conservadorismo nacional                 | Direita                  | 235 / 460 | Governo  |
|         | Plataforma Cívica                 | Democracia cristã                        | Centro-direita           | 134 / 460 | Oposição |
|         | A Esquerda                        | Socialismo democrático                   | Centro-esquerda/Esquerda | 49 / 460  | Oposição |
|         | Coligação Polaca                  | Agrarianismo Centrismo                   | Centro/Centro-direita    | 30 / 460  | Oposição |
|         | Confederação                      | Nacionalismo polaco Populismo de direita | Extrema-direita          | 11 / 460  | Oposição |
|         | Comité Eleitoral da Minoria Alemã | Interesses da minoria alemã              | Centro                   | 1 / 460   | Oposição |